# Alì (cognome)
Alì è un cognome di lingua italiana.

## Varianti
Alema, Alemi, Alioti, Alioto, D'Alema, D'Alì.

## Origine e diffusione
Cognome tipicamente meridionale, è presente prevalentemente in Sicilia.
Potrebbe derivare dai toponimi Alì Superiore e Alì Terme, dal prenome arabo Ali.
Le varianti Alioti e D'Alì sono siciliani; Alemi e D'Alema sono lucani.

## Persone
- Giuseppe D'Alema, politico italiano
- Massimo D'Alema, politico italiano
- Antonio D'Alì (1951) – politico italiano
- Antonio D'Alì (1860-1916) – politico italiano
- Giulio D'Alì Staiti – imprenditore e politico italiano